# 加隈亜衣と種﨑敦美のちかっぱしんけん!
『加隈亜衣と種﨑敦美のちかっぱしんけん!』（かくまあいとたねざきあつみのちかっぱしんけん!）は、2019年10月7日から2022年3月21日までRKB毎日放送（RKBラジオ）で放送されていたトーク番組。

## 概要
ともに声優として活躍する加隈（福岡県出身）と種﨑（大分県出身）の"九州コンビ"による、「九州の良いところを世界に発信する」コンセプトの番組。番組開始から後述のリニューアルまでは、パーソナリティ2人の地元をはじめ全国各地の名産物を試食したり、方言を学んだりといった内容のトークをする番組コンセプトだった。
番組名の「ちかっぱしんけん」は、共に「とても」という意味の「ちかっぱ」（博多弁）と「しんけん」（大分弁）を重ねたもの。
なお、この番組はニコニコチャンネルでも有料配信される他、定期的にニコニコ生放送での放送も行われていたが、2022年3月21日の放送で最終回を迎えた。
2020年4月6日（#26）から放送時間が日曜深夜枠へ移動したことに伴い、番組コンセプトとコーナーがリニューアルされた。

## 放送時間
現在の放送時間
- 毎月第1・3月曜日（日曜深夜） 0:30 - 1:00（JST。2020年10月5日 - 2022年3月21日） - 『ラジ+ナイト』レーベルの1コンテンツとして「＃いおれな」と交互に放送

過去の放送時間
- 毎週月曜日 23:00 - 23:20（JST。2019年10月7日 - 2020年3月23日）
- 毎月第1・3月曜日（日曜深夜） 1:30 - 2:00（JST。2020年4月6日 - 9月21日）

## パーソナリティ
- 加隈亜衣
- 種﨑敦美

## コーナー
フツーなおたより
いわゆる「ふつおた」を紹介するコーナー。
こどもペディア
自称9歳までの子供たちから届いた「素朴な疑問」に、真摯に答えるコーナー。
やりすぎ川柳
リスナーが日常で「VERYしちゃったこと」を川柳にして投稿してもらうコーナー。こちらは、Twitterでの投稿が必要。
ちかしんお取り寄せ通信
九州の名産やグルメのお取り寄せを紹介するコーナー。
マンスリーテーマメール

### 過去のコーナー
ちかしん食堂
リスナーがオススメする地元の名産品を募集、実際に食してみるコーナー。リニューアルに伴い終了。
ちかっぱ県しんけん調査
毎回、1つの都道府県にスポットを当て、その土地の名所やご当地アイドルなど魅力を勉強していくコーナー。リニューアルに伴い終了。
ちかしん翻訳
お題の文章をリスナーの方言で言うとどうなるのか募集するコーナー。リニューアルに伴い終了。
よかばい対戦
方言対決コーナー。「個人的に癒やされる言葉」を募集し、福岡弁×大分弁でガチンコ勝負。スタッフ陣の多数決で、『どちらのお国言葉がより癒やされるか』を決める。#42で終了。